# Березниковский химический комбинат
Березниковский химический комбинат — одна из крупнейших строек 1-й пятилетки.

## История
Задуман, как важный элемент Урало-Кузнецкого комбината.
В 1932 г. путём объединения ряда населенных пунктов, где жили строители Комбината, образован г. Березники. В 1932 году была введена первая очередь БХК, в 1934 — вторая. Первый директор Комбината — Михаил Александрович Грановский.
Этапы строительства и производственной деятельности:
- август 1929 — закладка завода силикатного кирпича и других вспомогательных предприятий[2]
- зима 1929-30 г.г. — рытье котлованов, забивка свай, кладка фундаментов под основные объекты
- лето 1930 — возведение корпусов цехов комбината
- декабрь 1930 — в состав БХК входит ранее существовавший Березниковский содовый завод, расположенный в непосредственной близости от промплощадки комбината[3]
- 1931 г. — монтаж оборудования; осенью 1931 началось строительство новых корпусов БХК — завода бертолетовой соли вблизи д. Мосягино, в 150 м от Соликамского тракта[4]
- весна и лето 1932 г. — ввод производств азотной группы
- март 1932 — образование города Березники
- июнь 1932 — ввод в эксплуатацию первой очереди БХК. Начало строительства второй очереди.
- 6 июня 1933 — прибытие в Березники М. И. Калинина. Осмотр цехов БХК, ознакомление с технологическими процессами.[5]
- август 1934 — визит в Березники наркома тяжелой промышленности Г. К. Орджоникидзе.[5]
- ноябрь 1934 — ввод второй очереди Комбината
- 1935 г. — на БХК состоялась выездная сессия химического отделения АН СССР с участием акад. Н. С. Курнакова, Д. Н. Прянишникова, А. Е. Ферсмана, А. Н. Фрумкина. Также в этом году директором Комбината стал Бродов Евель Львович (М. А. Грановский назначен начальником Управления ж/д строительства СССР).[4]
- февраль 1936 — директором Комбината стал Пучков Михаил Иванович. Е. Л. Бродов назначен начальником Главного управления азотной промышленности «Главазот».[4]
- 26 августа 1937[6] — арест М. И. Пучкова по ложным обвинениям (посмертно реабилитирован в 1957 г.). Директором БХК назначен Падалко Семён Яковлевич.[4]
- 1938 — директором БХК стал Садовский Степан Васильевич.[4]
- 18 августа 1939 — согласно приказу № 91 наркома химической промышленности[4] из состава Комбината выделены цехи производства бертолетовой соли (мосягинская площадка), образовавшие завод № 237 (Березниковский анилино-красочный завод, ныне — ОАО «Бератон»). 1 марта этого же года Садовский С. В. переведен на должность начальника Главного управления азотной промышленности «Главазот». Его место занял Андреев Яков Яковлевич (был директором до расформирования Комбината в 1940 г.).[4]
- 1940 — разделение БХК на Березниковские содовый и азотно-туковый заводы (ныне соответственно ОАО «Сода», ОАО «Сода — хлорат» и ОАО «Азот»)
- 1941 — от азотно-тукового завода отделилась ТЭЦ (в дальнейшем ТЭЦ-4).

Комбинат был расформирован в виду громоздкости и, как следствие, трудностей с управлением.
Основным правопреемником БХК является ОАО «Азот» (сегодня входит в состав ОАО «Уралхим»).

## Продукция
- аммиак
- азотная кислота
- аммиачная селитра
- серная кислота
- хлористый барий
- бертолетова соль
- едкий калий
- анилиновые красители
- иприт (плановая мощность по иприту Левинштейна к началу 1931 г. составила 9 тыс.т в год, после 1937 г. — 11 тыс.т.)[7]

## Интересные факты
В 1932 г. на стройке БХК побывал Константин Паустовский. Его эпитет применительно к Комбинату — «Республика химии» — стал крылатым. Впоследствии так называли и сам город Березники.
История возникновения Березниковского химкомбината описана в историко-документальной повести Г. Ахунова «Ардуан-батыр» (1975).

### Комментарии
1. ↑  В ходе Большого террора расстрелян (22 августа 1938 года). После смерти Сталина реабилитирован.

### Сноски
1. ↑  https://istmat.org/node/33241 Архивная копия от 3 января 2015 на Wayback Machine Сайт Истмат-Инфо. «Выполнение плана ГОЭЛРО» — Электрификация СССР в пределах генерального плана — III. Основные энергопромышленные комплексы по районам
2. ↑  Рождение индустриального гиганта в Березниках. Дата обращения: 20 апреля 2012. Архивировано 27 апреля 2012 года.
3. ↑  Город родился! Дата обращения: 20 апреля 2012. Архивировано 23 июня 2012 года.
4. 1 2 3 4 5 6 7  Березники: Энциклопедический справочник. «Книжный мир», Пермь, 2007. 480 стр. с илл. ISBN 5-93824-080-8
5. 1 2  Владимир Максимович Михайлюк, «Город белых берез», 1982, Пермское книжное издательство
6. ↑  Списки жертв репрессий. Дата обращения: 13 октября 2015. Архивировано 4 марта 2016 года.
7. ↑  Федоров Л.А. Необъявленная химическая война в России: политика против экологии. Дата обращения: 25 ноября 2014. Архивировано 11 ноября 2014 года.
8. ↑  Хасан ХАЙРИ — [www.litmir.net/br/?b=123344&p=129 Чувствовать биение сердца народа]//Статья из книги Ахунов Р. Ядро ореха. Роман. Повести, М., 1982, стр. 129—130